# Placówka Straży Granicznej w Woli Uhruskiej

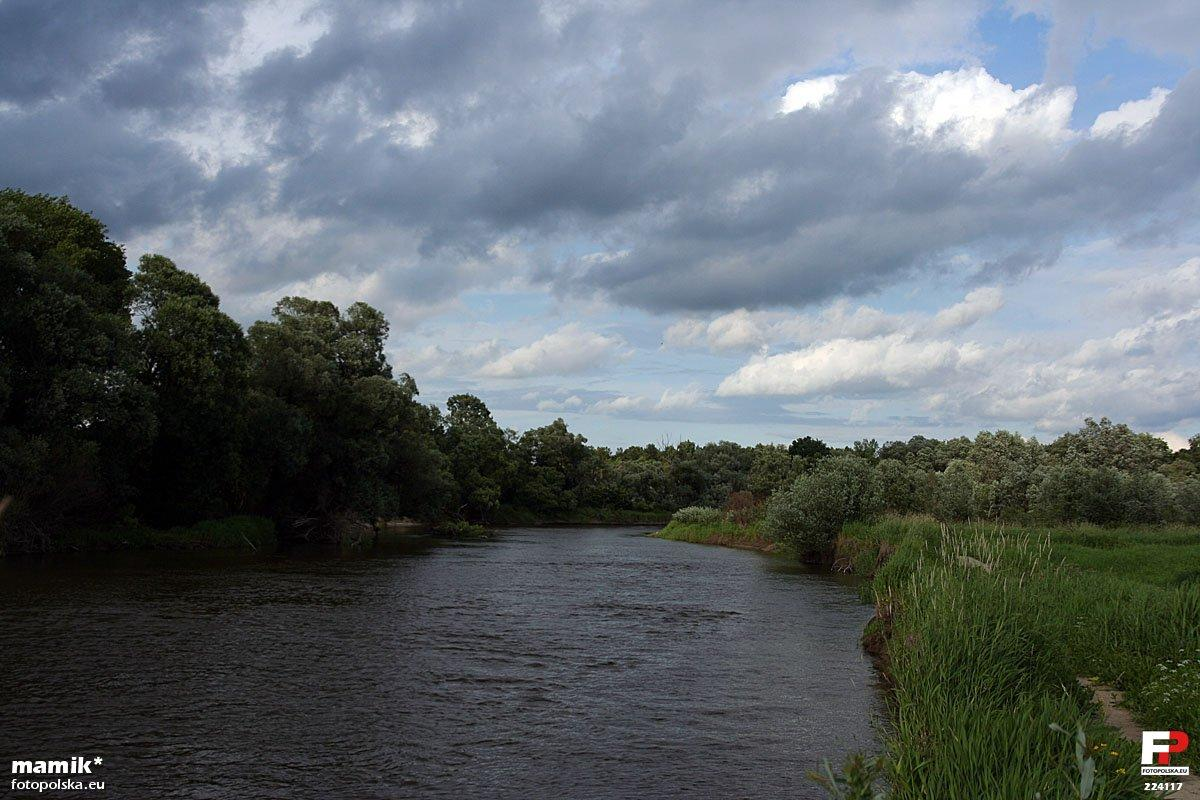
Granica polsko-ukraińska, zakola Bugu w Woli Uhruskiej. Po lewej Ukraina, po prawej Polska (czerwiec 2011)

Placówka Straży Granicznej w Woli Uhruskiej – graniczna jednostka organizacyjna Straży Granicznej realizująca zadania w ochronie granicy państwowej w Ukrainą.

## Formowanie i zmiany organizacyjne
Placówka Straży Granicznej w Woli Uhruskiej (PSG w Woli Uhruskiej) z siedzibą w Woli Uhruskiej, została powołana 24 sierpnia 2005 roku Ustawą z 22 kwietnia 2005 roku O zmianie ustawy o Straży Granicznej..., w strukturach Nadbużańskiego Oddziału Straży Granicznej w Chełmie z przemianowania dotychczas funkcjonującej Strażnicy Straży Granicznej w Woli Uhruskiej (Strażnica SG w Woli Uhruskiej). Znacznie rozszerzono także uprawnienia komendantów, m.in. w zakresie działań podejmowanych wobec cudzoziemców przebywających na terytorium RP.
Z końcem 2005 roku odeszli ze służby ostatni funkcjonariusze służby kandydackiej. Było to możliwe dzięki intensywnie realizowanemu programowi uzawodowienia, w ramach którego w latach 2001–2006 przyjęto do NOSG 1280 funkcjonariuszy służby przygotowawczej.
31 grudnia 2010  w placówce służbę pełniło 40 funkcjonariuszy.

## Ochrona granicy
Do ochrony powierzonego odcinka granicy państwowej placówka wykorzystuje wieżę obserwacyjną w miejscowości Hniszów z lokalnym ośrodkiem nadzoru w placówce SG w Woli Uhruskiej.  Wieża Obserwacyjna Straży Granicznej (SWO SG) została oddana do użytku 19 listopada 2009 roku.
W lutym 2019 roku placówka otrzymała na wyposażenie do ochrony granicy specjalistyczny pojazd obserwacyjny tzw. PJN.

### Terytorialny zasięg działania
PSG w Woli Uhruskiej ochrania wyłącznie odcinek granicy rzecznej z Ukrainą przebiegającą środkiem koryta rzeki granicznej Bug:
Stan z 1 września 2021
- Od znaku granicznego nr 1012 do znaku granicznego nr 1041.
- Linia rozgraniczenia z:

1. Placówką Straży Granicznej w Zbereżu: włącznie znak graniczny nr 1041, punkt triangulacyjny 172,5, wyłącznie Stulno, linią kolejową Chełm – Włodawa, dalej granicą gmin Włodawa i Wola Uhruska, Hańsk i Wola Uhruska, Hańsk i Sawin, Hańsk i Wierzbica, Urszulin i Wierzbica.
2. Placówką Straży Granicznej w Dorohusku: wyłącznie znak graniczny nr 1012, dalej granicą gmin Ruda Huta i Dorohusk, Ruda Huta i Chełm, Sawin i Chełm, Wierzbica – Chełm.
3. Placówką Straży Granicznej w Lublinie: granicą gmin  Wierzbica i Siedliszcze, Wierzbica i Cyców.

- Poza strefą nadgraniczną obejmuje z powiatu chełmskiego gmina: Wierzbica.

Stan z 30 grudnia 2014
Obszar służbowej działalności placówki SG obejmował trzy powiaty: łęczyński, włodawski z częścią gminy Wola Uhruska oraz chełmski z gminami Ruda Huta, Wierzbica i Sawin, a także z częścią gminy Dorohusk. Całkowita długość ochranianego odcinka wynosiła 32,110 km.
Stan z 1 sierpnia 2011
Placówka SG w Woli Uhruskiej ochraniała odcinek granicy państwowej:
- Od znaku granicznego nr 1010 do znaku granicznego nr 1041.
- Linia rozgraniczenia z:

1. Placówką Straży Granicznej w Zbereżu: włącznie znak graniczny nr 1041, punkt triangulacyjny 172,5, Stulno, linia kolejowa Chełm – Włodawa, dalej granicą gmin Włodawa i Hańsk oraz Wola Uhruska i Sawin.
2. Placówką Straży Granicznej w Dorohusku: wyłącznie znak graniczny nr 1010, dalej drogą Świerże – Rudka, granicą gmin Ruda Huta i Sawin oraz Dorohusk i Chełm.

- Poza strefą nadgraniczną obejmował z powiatu łęczyńskiego gminy: Łęczna, Cyców, Ludwin, Puchaczów, Spiczyn, z powiatu chełmskiego gmina Wierzbica.

## Placówki sąsiednie
- Placówka SG w Zbereżu ⇔ Placówka SG w Dorohusku – 01.08.2011[9].
- Placówka SG w Zbereżu ⇔ Placówka SG w Dorohusku, Placówka SG w Lublinie – 01.09.2021[8].

## Wydarzenia
2006 – 2–8 października w ramach kompleksowego sprawdzenia całego odcinka granicy wschodniej unijni eksperci w NOSG wizytowali m.in. PSG w Woli Uhruskiej. Celem było wizytacji było sprawdzenie poziomu przygotowania formacji do przejęcia pełnej odpowiedzialności i wdrażanie standardów unijnych, a celem końcowym miało być ́pełne wdrożenie dorobku prawnego Schengen (misja Scheval). Wieloletnie przygotowania zaowocowały bardzo wysoką oceną realizacji zadań w ochronie granicy państwowej przez funkcjonariuszy Nadbużańskiego Oddziału SG.

## Komendanci placówki
- mjr SG Grzegorz Niewiadomski (był w 2015)[10]
- mjr SG Sławomir Olszewski[11] (od 01.12.2016)[12] (był 06.12.2016[11]–był 17.01.2019[13])
- mjr SG Bartłomiej Charęża (był 07.06.2020[14]–nadal[1]).